# Kay Walsh
Kay Walsh (Chelsea, 27 de agosto de 1911 – Chelsea, 16 de abril de 2005) foi uma atriz e dançarina inglesa. Ela cresceu em Pimlico, criada por sua avó. Ela começou sua carreira como dançarina em salões de música.

## Biografia
Walsh fez sua estréia no cinema em How's Chances? (1934) em uma pequena parte, e teve um papel maior em outro filme de 1934, Get Your Man. Ela continuou a atuar em pequenos filmes para vários anos. Walsh conheceu David Lean, então editor de um filme, em 1936, durante as filmagens de Secret Of Istambul. Eles começaram um relacionamento e Walsh rompeu seu noivado com Pownell Pellew. Walsh e Lean casaram em 23 de novembro de 1940. Ela passou a ter mais prestígio e apareceu em dois filmes dirigidos por Lean, In Which We Serve (1942) e This Happy Breed (1944). Walsh e Lean divorciaram em 1949, em razão da infidelidade de Lean com Ann Todd.
Walsh continuou a trabalhar como atriz em filmes até os anos 1950, incluindo filmes com Alfred Hitchcock e Ronald Neame. Seu papel favorito em filmes foi como a  senhorita Dee Coker no filme The Horse's Mouth (1958), com Alec Guinness. Ela permaneceu ativa no cinema até sua aposentadoria em 1981, após Night Crossing.
Walsh posteriormente viveu sua aposentadoria em Londres. Ela morreu no Hospital de Chelsea de queimaduras múltiplas, após um acidente, aos 93 anos. Seu segundo casamento foi com o psicólogo canadense Elliott Jaques, e adotaram uma filha, Gemma, em 1956. Este casamento também terminou em divórcio.

## Filmografia parcial
- How's Chances? (1934)
- Get Your Man (1934)
- Secret Of Stamboul (1936)
- Keep Fit (1937)
- The Last Adventurers (1937)
- I See Ice (1938)
- Sons of the Sea (1939)
- The Middle Watch (1940)
- In Which We Serve (1942)
- This Happy Breed (1944)
- The October Man (1947)
- Vice Versa (1948)
- Oliver Twist (1948)
- Stage Fright (1950)
- Last Holiday (1950)
- The Magnet (1950)
- Encore (1951)
- Hunted (1952)
- Young Bess (1953)
- Gilbert Harding Speaking of Murder (1954)
- The Rainbow Jacket (1954)
- Lease of Life (1954)
- Cast a Dark Shadow (1955)
- The Horse's Mouth (1958)
- Tunes of Glory (1960)
- Greyfriars Bobby: The True Story of a Dog (1961)
- Reach for Glory (1962)
- 80,000 Suspects (1963)
- Circus World (1964)
- The Beauty Jungle (1964)
- He Who Rides a Tiger (1965)
- The Witches (1966)
- Connecting Rooms (1970)
- The Virgin and the Gypsy (1970)
- Scrooge (1970)
- The Ruling Class (1972)
- Night Crossing (1982)